# Manhoso
Manhoso, nome artístico de Edson Correia da Fonseca (Tombos, 29 de dezembro de 1935 — Niterói, 7 de janeiro de 2023), foi um cantor e compositor de forró e músicas humorísticas.

## Biografia
Nos anos 1960, foi para o Rio de Janeiro e, após se apresentar como cantor de sátiras sertanejas no programa de Flávio Cavalcanti na TV Tupi, gravou um disco pela Copacabana/Som em 1972, intitulado Eta Tráfego Danado. Ainda nos anos 1970, foi para a RCA, onde gravou a maior parte de seus LP's, todos com boa vendagem, misturando canções humorísticas, emboladas com rimas fluentes e canções de duplo sentido. Entre 2006 e 2016 integrou o elenco do programa humorístico Companhia do Riso na Super Rádio Tupi.

## Morte
Morreu em Niterói no dia 7 de janeiro de 2023, aos 87 anos. Ele estava internado no Hospital Estadual Azevedo Lima após ser submetido a uma cirurgia por conta de um AVC, teve complicações pós cirúrgicas e não resistiu a uma parada cardiorrespiratória.

## Discografia
- 1972 - Dança do Escorrega/Não Quero Saber de Patrão (Compacto) - Som Ind. Com. /Copacabana
- 1972 - Eta Tráfego Danado - Som Ind. Com. /Copacabana
- 1974 - A Sombra/Não Quero Nem Saber (Compacto) - Musidisc
- 1975 - Vizinha Fuxiqueira/Glu Glu Glu (Compacto) - RCA
- 1975 - O Minhocão - RCA
- 1976 - O Peladão  - RCA
- 1977 - A Força da Mandioca - RCA
- 1979 - A Festa da Rabada - RCA
- 1980 - Troféu de Cozinheira/Briga de Casal (Compacto) - RCA
- 1981 - Vida de Pobre - RCA
- 1982 - Os Grandes Sucessos (Coletânea)  - RCA
- 1982 - Velho Carango - RCA
- 1983 - Só Capim Canela - RCA
- 1984 - Jogo da Roleta - RCA
- 1985 - Camelódromo - RCA
- 1986 - Deram um Chute no meu Sax - Terra Nova/3M
- 1988 - Tico-Tico - Terra Nova/3M
- 1989 - Glu, Glu, Glu - Continental
- 1992 - Feijão Tumim - CID
- 1996 - Criando Cobras - Gravadora Disco de Ouro Ltda.
- 1998 - Grandes Sucessos (Coletânea) (CD) - BMG
- 2002 - Eu Só Passo no Pedágio Quando o Pau Levanta (CD) - 101 Music
- 2003 - Manhoso na Estrada (CD) - Planet
- 2004 - Grandes Sucessos (CD) - Alegretto
- 2015 - A Volta do Tico (CD) - Pedágio Brasil
- 2016 - Coletânea, Vol. 1 (CD) - Gravadora Disco de Ouro Ltda.
- 2016 - Coletânea, Vol. 2 (CD) - Gravadora Disco de Ouro Ltda.
- 2016 - Coletânea, Vol. 3 (CD) - Gravadora Disco de Ouro Ltda.
- 2017 - O De Bêbado Não Tem Dono (CD) - Laser
- 2018 - Show Os Grandes Sucessos (CD) - Gravadora Disco de Ouro Ltda.
- 2018 - Cadeia Neles (CD) - Gravadora Disco de Ouro Ltda.